# Systemy pozycyjne
Systemy pozycyjne – metody zapisywania liczb (in. systemy liczbowe) w taki sposób, że w zależności od pozycji danej cyfry w ciągu, oznacza ona wielokrotność potęgi pewnej liczby uznawanej za bazę danego systemu. Np. powszechnie używa się systemu dziesiętnego, w którym za bazę przyjmuje się liczbę dziesięć. Tym samym napis 46 532 oznacza {\displaystyle 4\times 10^{4}+6\times 10^{3}+5\times 10^{2}+3\times 10^{1}+2\times 10^{0}=46\ 532.}
System pozycyjny umożliwia też zapisywanie ułamków, przy czym liczby wymierne składają się albo ze skończonej liczby znaków, albo są od pewnego miejsca okresowe. Np. 3,1415 rozumiemy jako {\displaystyle 3\times 10^{0}+1\times 10^{-1}+4\times 10^{-2}+1\times 10^{-3}+5\times 10^{-4},} a {\displaystyle {\frac {1}{3}}=0{,}333\ldots } jako {\displaystyle 3\times 10^{-1}+3\times 10^{-2}+3\times 10^{-3}+\ldots }
Obok dziesiętnego systemu liczbowego, używanego w codziennym życiu, warto wymienić też:
- dwójkowy system liczbowy – używany przez komputery, jednej cyfrze odpowiada jeden bit informacji;
- ósemkowy system liczbowy – używany w informatyce, jednej cyfrze odpowiadają 3 bity;
- dwunastkowy system liczbowy – stosowany m.in. przez Celtów, a także przypisany fikcyjnym elfom w Śródziemiu;
- szesnastkowy system liczbowy – używany w informatyce, gdyż jednej cyfrze odpowiadają 4 bity, a bajtowi informacji odpowiadają dwie cyfry szesnastkowe; dodatkowe cyfry oznacza się jako A, B, C, D, E, F (odpowiednio: 10, 11, 12, 13, 14, 15);
- sześćdziesiątkowy system liczbowy – stosowany w starożytności przez cywilizację doliny Tygrysu i Eufratu, a także przy mierzeniu czasu (1 godzina = 60 minut = 60 · 60 sekund = 60 · 60 · 60 tercji = 60 · 60 · 60 · 60 kwart) oraz kątów.

Zapis liczb ujemnych wymaga zwykle użycia dodatkowego znaku („−”). Aby tego uniknąć można przyjąć za bazę liczbę ujemną (np. −2), wprowadzić cyfry o wartości ujemnej (np. zestaw cyfr −1, 0, +1 przy bazie 3), albo zastosować specjalny kod (np. U2).
| Trójkowy zrównoważony o cyfrach 0, +(1), −(1) | Dwójkowy | O bazie −4 | Szesnastkowy | Dziesiętny |
| --------------------------------------------- | -------- | ---------- | ------------ | ---------- |
| −++−                                          | −10000   | 1300       | −10          | −16        |
| −++0                                          | −1111    | 1301       | −F           | −15        |
| −+++                                          | −1110    | 1302       | −E           | −14        |
| −−−                                           | −1101    | 1303       | −D           | −13        |
| −−0                                           | −1100    | 30         | −C           | −12        |
| −−+                                           | −1011    | 31         | −B           | −11        |
| −0−                                           | −1010    | 32         | −A           | −10        |
| −00                                           | −1001    | 33         | −9           | −9         |
| −0+                                           | −1000    | 20         | −8           | −8         |
| −+−                                           | −111     | 21         | −7           | −7         |
| −+0                                           | −110     | 22         | −6           | −6         |
| −++                                           | −101     | 23         | −5           | −5         |
| −−                                            | −100     | 10         | −4           | −4         |
| −0                                            | −11      | 11         | −3           | −3         |
| −+                                            | −10      | 12         | −2           | −2         |
| −                                             | −1       | 13         | −1           | −1         |
| 0                                             | 0        | 0          | 0            | 0          |
| +                                             | 1        | 1          | 1            | 1          |
| +−                                            | 10       | 2          | 2            | 2          |
| +0                                            | 11       | 3          | 3            | 3          |
| ++                                            | 100      | 130        | 4            | 4          |
| +−−                                           | 101      | 131        | 5            | 5          |
| +−0                                           | 110      | 132        | 6            | 6          |
| +−+                                           | 111      | 133        | 7            | 7          |
| +0−                                           | 1000     | 120        | 8            | 8          |
| +00                                           | 1001     | 121        | 9            | 9          |
| +0+                                           | 1010     | 122        | A            | 10         |
| ++−                                           | 1011     | 123        | B            | 11         |
| ++0                                           | 1100     | 110        | C            | 12         |
| +++                                           | 1101     | 111        | D            | 13         |
| +−−−                                          | 1110     | 112        | E            | 14         |
| +−−0                                          | 1111     | 113        | F            | 15         |
| +−−+                                          | 10000    | 100        | 10           | 16         |

Obok opisanych powyżej potęgowych systemów pozycyjnych istnieje cały szereg systemów pozycyjnych o innej konstrukcji. Są to np.:
- silniowy system pozycyjny
- system resztowy

## Historia
Dzisiaj system dziesiętny, który jest prawdopodobnie motywowany liczeniem dziesięcioma palcami, jest wszechobecny. Inne bazy były używane w przeszłości, a niektóre z nich są nadal używane. Na przykład system liczb babilońskich, uznawany jako pierwszy system liczb pozycyjnych, był to sześćdziesiątkowy system liczbowy, ale brakowało rzeczywistej wartości 0. Zero było wskazywane przez spację między cyframi dziesiątek. Do 300 p.n.e. symbol interpunkcji (dwa ukośne kliny) były przyjmowane jako symbol zastępczy w tym samym systemie liczb pozycyjnym. Na tabliczce odkrytej w Kisz (datowanej na 700 p.n.e.) pisarz Bêl-bân-aplu napisał swoje zera trzema haczykami, zamiast dwóch ukośnych klinów. Babiloński symbol zastępczy nie był prawdziwym zerem, ponieważ nie był używany samodzielnie. Nie był też używany na końcu liczby. Tak więc liczby takie jak 2 i 120 (2 × 60), 3 i 180 (3 × 60), 4 i 240 (4 × 60) wyglądały tak samo, ponieważ większej liczbie brakowało ostatecznego zastępczego symbolu. Tylko kontekst mógł rozróżnić liczby.
Archimedes (ok. 287–212 p.n.e.) wynalazł dziesiętny układ pozycyjny w jego dziele O liczeniu piasku, który był oparty na 108 a później doprowadził niemieckiego matematyka Carla Friedricha Gaussa do użalania się nad tym, jak wielkie osiągnięcia naukowe uzyskano by, gdyby Archimedes w pełni zdał sobie sprawę z potencjału swojego genialnego odkrycia.
Zanim systemy pozycyjne stały się standardem, używano prostych systemów addytywnych (znak-wartość), takich jak cyfry rzymskie, natomiast w średniowieczu, jak i księgowi w starożytnym Rzymie używali liczydeł do obliczania równań arytmetycznych.
Patyczki liczbowe i większość liczydeł były używane do przedstawiania liczb w systemie liczb pozycyjnych. Dzięki patyczkom liczbowym i liczydłom wykorzystywanych do wykonywania operacji arytmetycznych, zapis początkowych, pośrednich i końcowych wartości obliczeń łatwo można było wykonać za pomocą prostego systemu addytywnego, w każdej pozycji i kolumnie.
Po rewolucji francuskiej (1789–1799) nowy rząd francuski promował rozszerzenie systemu dziesiętnego. Niektóre z tych prodziesiętnych starań – takich jak czas dziesiętny oraz kalendarz dziesiętny – zakończyły się niepowodzeniem. Inne francuskie starania prodziesiętne – decymalizacja waluty, pomiar wag i miar – rozprzestrzeniły się z Francji na prawie cały świat.

## Problematyka systemu pozycyjnego
Kluczowym argumentem przeciwko systemowi pozycyjnemu była podatność na łatwe oszustwo poprzez umieszczenie liczby na początku lub na końcu liczby, zmieniając w ten sposób na przykład 100 na 5100 lub 100 na 1000. Współczesne czeki wymagają pisemnego zapisu kwoty, jak i również samej liczby dziesiętnej, aby zapobiec takim oszustwom. Z tego samego powodu Chińczycy posługują się również numerami w języku naturalnym, na przykład 100 jest napisane jako 壹佰, które nigdy nie może być wykute w 壹仟 (1000) ani 伍仟 壹佰 (5100).

## Zastosowanie

### System dziesiętny
W systemie dziesiętnym, każda pozycja zaczynająca się od prawej strony jest kolejną potęgą liczby 10. A więc pierwsza pozycja to 100 (1), druga pozycja 101(10), trzecia pozycja 102(10x10=100), czwarta pozycja 103 (10x10x10=1000) i tak dalej.
Wartości ułamków są przedstawiane za pomocą separatora, który może się różnić w zależności od lokalizacji. Zwykle separatorem jest kropka lub przecinek. Cyfry po prawej stronie są mnożone przez 10 podniesione do ujemnej potęgi lub wykładnika. Pierwsza pozycja na prawo od separatora przedstawia 10−1 (0,1), następnie 10−2(0,01) i tak dalej dla każdej kolejnej pozycji.
Na przykład liczba 2674 w systemie dziesiętnym:
(2 × 103) + (6 × 102) + (7 × 101) + (4 × 100)
lub
(2 × 1000) + (6 × 100) + (7 × 10) + (4 × 1).

### Sześćdziesiątkowy system liczbowy
Sześćdziesiątkowy system liczbowy był używany dla integralnych i ułamkowych części liczb babilońskich i innych systemów mezopotamskich, przez hellenistycznych astronomów, używających cyfr greckich tylko do części ułamkowych, który jest nadal używany do współczesnego czasu oraz kątów. Jednak nie wszystkie z tych zastosowań były pozycyjne.
Nowoczesny czas dzieli każdą pozycję za pomocą dwukropka albo kropki. Na przykład czas można zapisać jako 10:25:59 (10 godzin, 25 minut, 59 sekund). Kąty używają podobnego zapisu. Na przykład kątem może być 10°25′59″ (10 stopni, 25 minut, 59 sekund). W obu tych przypadkach tylko minuty i sekundy używają sześćdziesiątkowego systemu liczbowego – stopnie kątowe mogą być większe niż 59 (jeden obrót wokół okręgu wynosi 360°, dwa obroty to 720° itp.), i zarówno czas, jak i kąty używają ułamków dziesiętnych sekundy. To kontrastuje się z liczbami używanymi przez hellenistycznych i renesansowych astronomów, którzy używali trzecich, czwartych i tym podobnych dla lepszych przyrostów. Tam gdzie my moglibyśmy zapisać 10°25'59.392'', oni napisaliby 10°25'59''23'''31''''12''''' lub 10°25I59II23III31IV12V.
Używanie zestawu składającego się z cyfr oraz dużych i małych liter pozwala na krótkie zapisy dla liczb sześćdziesiątkowych, np. 10:25:59 zamienia się w ‘ARz’ (poprzez pominięcie I oraz O, ale nie i oraz o), co przydaje się w adresach URL itp., lecz nie jest to zbyt zrozumiale dla ludzi.